# Liste der Baudenkmäler in Rheinberg
Die Liste der Baudenkmäler in Rheinberg enthält die denkmalgeschützten Bauwerke auf dem Gebiet der Stadt Rheinberg im Kreis Wesel in Nordrhein-Westfalen (Stand: Oktober 2021). Diese Baudenkmäler sind in der Denkmalliste der Stadt Rheinberg eingetragen; Grundlage für die Aufnahme ist das Denkmalschutzgesetz Nordrhein-Westfalen (DSchG NRW).

## Liste der Baudenkmäler
| Bild                          | Bezeichnung                                                                             | Lage                                              | Beschreibung | Bauzeit        | Eingetragen seit                    | Denkmal- nummer |
| ----------------------------- | --------------------------------------------------------------------------------------- | ------------------------------------------------- | --- | -------------- | ----------------------------------- | --------------- |
| weitere Bilder                | Werkssiedlung der Fa. Deutsche Solvay Werke                                             | Borth Adolfstraße 1, 2, 3, 4, 6 Karte             | |                | 02.05.1996                          | 186             |
| weitere Bilder                | Werkssiedlung der Fa. Deutsche Solvay Werke                                             | Borth Alfredstraße 5, 7, 9 Karte                  | |                | 02.05.1996                          | 186             |
| weitere Bilder                | Werkssiedlung der Fa. Deutsche Solvay Werke                                             | Borth Weseler Straße 148, 150 Karte               | |                | 02.05.1996                          | 186             |
| weitere Bilder                | Tekkenhof                                                                               | Rheinberg Alpsrayer Straße 23 Karte               | |                | 09.10.1984                          | 64              |
| Haus                          | Haus                                                                                    | Rheinberg Alte Rheinstraße 25 Karte               | |                | 14.08.1986                          | 100             |
| Haus                          | Haus                                                                                    | Rheinberg Alte Rheinstraße 27 Karte               | |                | 14.08.1986                          | 99              |
| Haus                          | Haus                                                                                    | Rheinberg Alte Rheinstraße 29 Karte               | |                | 14.08.1986                          | 98              |
| weitere Bilder                | Schleusenkammer der Fossa Eugeniana                                                     | Rheinberg Am Kanal Karte                          | | 1626           | 14.12.1983 (Stadt), 08.12.1983 (BZ) | 33              |
| weitere Bilder                | Gedenkstein                                                                             | Rheinberg An der Momm Karte                       | Gedenkstein am ehemaligen Haus Momm |                | 07.07.1983                          | 28              |
| Haus                          | Haus                                                                                    | Rheinberg Außenwall 46 Karte                      | |                | 11.07.1990                          | 147             |
| Haus                          | Haus                                                                                    | Rheinberg Außenwall 48 Karte                      | |                | 14.08.1986                          | 97              |
| Haus                          | Haus                                                                                    | Rheinberg Außenwall 50 Karte                      | |                | 21.01.1991                          | 150             |
| Haus                          | Haus                                                                                    | Rheinberg Außenwall 52 Karte                      | |                | 14.08.1986                          | 83              |
| Gartenhaus                    | Gartenhaus                                                                              | Rheinberg Außenwall 82 Karte                      | Gartenhaus |                | 16.06.1988                          | 135             |
| weitere Bilder                | Schwarzer Adler                                                                         | Vierbaum Baerler Straße 96 Karte                  | | um 1730        | 16.05.1984                          | 3               |
| Haus                          | Haus                                                                                    | Rheinberg Bahnhofstraße 1 Karte                   | |                | 14.08.1986                          | 96              |
| weitere Bilder                | Underberg-Freibad                                                                       | Rheinberg Bahnhofstraße 2 Karte                   | im Stadtpark | 1954           | 09.03.1995                          | 178             |
| Haus                          | Haus                                                                                    | Rheinberg Bahnhofstraße 3 Karte                   | |                | 15.07.1987                          | 128             |
| Haus                          | Haus                                                                                    | Rheinberg Bahnhofstraße 19 Karte                  | | 1910           | 19.07.1988                          | 138             |
| Haus                          | Haus                                                                                    | Rheinberg Bahnhofstraße 21 Karte                  | | 1909           | 19.07.1988                          | 139             |
| Haus                          | Haus                                                                                    | Rheinberg Bahnhofstraße 23 Karte                  | | 1907           | 19.07.1988                          | 140             |
| Haus                          | Haus                                                                                    | Rheinberg Bahnhofstraße 25 Karte                  | |                | 19.07.1988                          | 141             |
| Haus                          | Haus                                                                                    | Rheinberg Bahnhofstraße 37 Karte                  | |                | 27.09.1994                          | 158             |
| Haus                          | Haus                                                                                    | Rheinberg Bahnhofstraße 40 Karte                  | |                | 27.09.1994                          | 159             |
| Haus                          | Haus                                                                                    | Rheinberg Bahnhofstraße 42 Karte                  | | 1907           | 27.09.1994                          | 160             |
| weitere Bilder                | Bahnhofsempfangsgebäude                                                                 | Rheinberg Bahnhofstraße 59 Karte                  | | 1904           | 07.06.1988                          | 133             |
| Haus                          | Haus                                                                                    | Rheinberg Beguinenstraße 35 Karte                 | |                | 11.03.1987                          | 122             |
| Haus                          | Haus                                                                                    | Rheinberg Beguinenstraße 37, 39 Karte             | |                | 11.03.1987                          | 123             |
| Haus                          | Haus                                                                                    | Rheinberg Beguinenstraße 41 Karte                 | |                | 23.12.1985                          | 75              |
| BW                            | Husenhof                                                                                | Rheinberg Benderweg 238 Karte                     | |                | 19.07.1988                          | 137             |
| Pumpe, Brunnen, Auslaufbecken | Pumpe, Brunnen, Auslaufbecken                                                           | Orsoy gegenüber Binsheimer Straße 3 Karte         | |                | 30.10.1990                          | 152             |
| Haus                          | Haus                                                                                    | Orsoy Binsheimer Straße 5 Karte                   | |                | 18.09.1984                          | 53              |
| Haus                          | Haus                                                                                    | Orsoy Binsheimer Straße 7 Karte                   | Baudenkmal laut Denkmalplakette am Haus |                |                                     | ?               |
| Haus                          | Haus                                                                                    | Orsoy Binsheimer Straße 11 Karte                  | |                | 23.11.1983                          | 32              |
| Haus                          | Haus                                                                                    | Orsoy Binsheimer Straße 13 Karte                  | |                | 25.06.1984                          | 41              |
| Haus                          | Haus                                                                                    | Orsoy Binsheimer Straße 15 Karte                  | |                | 25.06.1984                          | 42              |
| Haus                          | Haus                                                                                    | Orsoy Binsheimer Straße 17 Karte                  | |                | 25.06.1984                          | 43              |
| Haus                          | Haus                                                                                    | Budberg Bischof-Roß-Straße 5 Karte                | |                | 01.06.1989                          | 144             |
| weitere Bilder                | Evangelische Kirche Budberg                                                             | Budberg Bischof-Roß-Straße 20 Karte               | |                | 04.08.1986                          | 76              |
| BW                            | ehemalige Schachtanlage der Firma Solvay                                                | Wallach Borther Feld 74 Karte                     | |                | 02.05.1996                          | 188             |
| weitere Bilder                | Katholische Pfarrkirche St. Evermarus                                                   | Borth Borther Straße Karte                        | |                | 15.06.1987                          | 129             |
| BW                            | Memorienkreuz zum Andenken an H. Nothen                                                 | Borth Borther Straße / Pastor-Wilden-Straße Karte | |                | 17.10.1996                          | 194             |
| Wohn- und Geschäftshaus       | Wohn- und Geschäftshaus                                                                 | Rheinberg Dr.-Aloys-Wittrup-Straße 8 Karte        | Nebenstelle Kreisgesundheitsamt |                | 24.03.1988                          | 132             |
| BW                            | Scheune                                                                                 | Orsoy Drießen 6 Karte                             | |                | 27.09.1994                          | 161             |
| weitere Bilder                | Windmühle                                                                               | Orsoy Drießen 19 Karte                            | |                | 16.03.1987                          | 120             |
| weitere Bilder                | Evangelische Kirche Orsoy seit Oktober 2023 Ökumenische Nikolaus-Kirche Orsoy           | Orsoy Egerstraße 3 Karte                          | |                | 25.06.1984                          | 36              |
| Haus                          | Haus                                                                                    | Orsoy Egerstraße 11 Karte                         | |                | 25.06.1984                          | 44              |
| Haus                          | Haus                                                                                    | Orsoy Egerstraße 14 Karte                         | |                | 25.06.1984                          | 45              |
| Haus                          | Haus                                                                                    | Orsoy Egerstraße 15 Karte                         | |                | 18.09.1984                          | 61              |
| Haus                          | Haus                                                                                    | Orsoy Egerstraße 18 Karte                         | |                | 25.06.1984                          | 11              |
| Haus                          | Haus                                                                                    | Orsoy Egerstraße 30 Karte                         | |                | 18.09.1984                          | 58              |
| Reste der Festungsanlagen     | Reste der Festungsanlagen                                                               | Orsoy Egerstraße Karte                            | |                | 19.06.1984                          | 39              |
| BW                            | Haus                                                                                    | Wallach Elverich 2 Karte                          | |                | 25.01.1995                          | 176             |
| BW                            | Haus Elverich                                                                           | Wallach Elverich 3 Karte                          | |                | 05.04.1984                          | 35              |
| Haus                          | Haus                                                                                    | Orsoy Fährstraße 14 Karte                         | |                | 25.06.1984                          | 9               |
| Haus                          | Haus                                                                                    | Orsoy Fährstraße 16 Karte                         | | 1765           | 25.06.1984                          | 48              |
| Haus                          | Haus                                                                                    | Orsoy Fährstraße 18 Karte                         | |                | 25.06.1984                          | 47              |
| Haus                          | Haus                                                                                    | Orsoy Fährstraße 19 Karte                         | |                | 25.06.1984                          | 46              |
| weitere Bilder                | Im holländischen Wagen                                                                  | Rheinberg Fischmarkt 2, 3 Karte                   | |                | 30.11.1984                          | 7               |
| In der Glocke                 | In der Glocke                                                                           | Rheinberg Fischmarkt 4 Karte                      | |                | 14.08.1986                          | 117             |
| Seligmann Mendels Haus        | Seligmann Mendels Haus                                                                  | Rheinberg Fischmarkt 5 Karte                      | |                | 14.08.1984                          | 95              |
| weitere Bilder                | Rheintor / Deichtor                                                                     | Orsoy Friedrichplatz Karte                        | | 1937           | 19.06.1984                          | 49              |
| Haus                          | Haus                                                                                    | Rheinberg Gelderstraße 8 Karte                    | |                | 14.08.1986                          | 94              |
| BW                            | Haus                                                                                    | Rheinberg Gelderstraße 13 Karte                   | |                | 28.12.1982                          | 15              |
| Haus                          | Haus                                                                                    | Rheinberg Gelderstraße 15 Karte                   | |                | 14.08.1986                          | 145             |
| Im Lindenbaum                 | Im Lindenbaum                                                                           | Rheinberg Gelderstraße 17 / Kamper Straße 2 Karte | |                | 05.02.1985                          | 2               |
| Im weißen Kreuz               | Im weißen Kreuz                                                                         | Rheinberg Gelderstraße 22 Karte                   | beherbergte von 1764 bis 1897 die städtische Synagoge, Gebäude als Neuaufbau des Hauses „Im weißen Keuz“ errichtet | 1761–1764      | 14.08.1986                          | 93              |
| Zum holländischen Tuyn        | Zum holländischen Tuyn                                                                  | Rheinberg Gelderstraße 25 Karte                   | |                | 11.03.1987                          | 126             |
| Im roten Hahn                 | Im roten Hahn                                                                           | Rheinberg Gelderstraße 28 Karte                   | |                | 14.08.1986                          | 92              |
| Im Hufeisen                   | Im Hufeisen                                                                             | Rheinberg Gelderstraße 30 Karte                   | |                | 14.08.1986                          | 91              |
| Im Fortün                     | Im Fortün                                                                               | Rheinberg Gelderstraße 44 Karte                   | |                | 23.11.1983                          | 31              |
| Haus                          | Haus                                                                                    | Rheinberg Goldstraße 17, 19 Karte                 | |                | 13.08.1986                          | 80              |
| Haus                          | Haus                                                                                    | Rheinberg Goldstraße 23 Karte                     | |                | 01.07.1985                          | 72              |
| weitere Bilder                | Haus                                                                                    | Ossenberg Graf-Luitpold-Straße 6, 8 Karte         | |                | 07.07.1983                          | 23              |
| weitere Bilder                | Altes Rathaus                                                                           | Rheinberg Großer Markt 1 Karte                    | | 1449           | 20.10.1985                          | 74              |
| In der Blauen Hand            | In der Blauen Hand                                                                      | Rheinberg Großer Markt 5 Karte                    | |                | 14.08.1986                          | 109             |
| In der Galeere                | In der Galeere                                                                          | Rheinberg Großer Markt 6 Karte                    | |                | 19.07.1988                          | 136             |
| Im Vogel Strauß               | Im Vogel Strauß                                                                         | Rheinberg Großer Markt 7 Karte                    | |                | 21.01.1991                          | 149             |
| weitere Bilder                | Zum weißen Raben                                                                        | Rheinberg Großer Markt 8 Karte                    | einziges barockes Gebäude in Rheinberg |                | 29.11.1984                          | 10              |
| Haus                          | Haus                                                                                    | Rheinberg Großer Markt 16 Karte                   | |                | 14.08.1986                          | 110             |
| Haus                          | Haus                                                                                    | Rheinberg Großer Markt 18, 19 Karte               | |                | 04.10.1988                          | 142             |
| Zum Kölner Dom                | Zum Kölner Dom                                                                          | Rheinberg Großer Markt 20 Karte                   | | 1903           | 14.08.1986                          | 115             |
| weitere Bilder                | Rheinhafen Orsoy                                                                        | Orsoy Hafenstraße 1 Karte                         | Industriedenkmal |                | 19.01.2010                          | 201             |
| Wegezollhäuschen              | Wegezollhäuschen                                                                        | Orsoy Hafendamm Karte                             | |                | 15.01.1985                          | 65              |
| BW                            | Haus                                                                                    | Budberg Hecklerweg 9 Karte                        | |                | 25.01.1995                          | 177             |
| BW                            | Heiligenhäuschen                                                                        | Millingen Heydecker Straße 169 Karte              | |                | 07.07.1983                          | 27              |
| Haus                          | Haus                                                                                    | Rheinberg Holzmarkt 1 Karte                       | |                | 14.08.1986                          | 113             |
| I                             | I                                                                                       | Rheinberg Holzmarkt 4 Karte                       | |                | 14.08.1986                          | 89              |
| Im Scheffel                   | Im Scheffel                                                                             | Rheinberg Holzmarkt 6 Karte                       | backsteinsichtiges Giebelhaus | 1560           | 14.08.1986                          | 90              |
| Im Weinberg                   | Im Weinberg                                                                             | Rheinberg Holzmarkt 8 Karte                       | |                | 23.06.1987                          | 130             |
| Im Einhorn                    | Im Einhorn                                                                              | Rheinberg Holzmarkt 10 Karte                      | |                | 14.08.1986                          | 112             |
| weitere Bilder                | Alte Kellnerei                                                                          | Rheinberg Innenwall 104 Karte                     | der einzig erhaltene Teil des früheren kurfürstlichen Schlosses | 1573           | 18.09.1984                          | 62              |
| weitere Bilder                | Zollturm                                                                                | Rheinberg Innenwall / Alte Rheinstraße Karte      | auch als Pulverturm genutzter und bezeichneter Zollturm, als sieben Meter hohe Ruine erhalten | 1292–1298      | 15.03.1983                          | 20              |
| BW                            | Heiligenhäuschen                                                                        | Rheinberg Johannes-Laers-Straße 72 Karte          | |                | 07.07.1983                          | 26              |
| weitere Bilder                | Kamper Hof                                                                              | Rheinberg Kamper Straße 8 Karte                   | Stadtniederlassung des nahe gelegenen Zisterzienserkloster Kamp | 1295–1296 1494 | 11.03.1987                          | 121             |
| Im schwarzen Horn             | Im schwarzen Horn                                                                       | Rheinberg Kamper Straße 37 Karte                  | |                | 08.08.1991                          | 156             |
| weitere Bilder                | Steinsalzbergwerk Borth: Doppelbockfördergerüst, westliches Maschinenhaus, Schachthalle | Wallach Karlstraße 80 Karte                       | |                | 24.07.1996 2006                     | 189             |
| weitere Bilder                | Umspannstation                                                                          | Wallach Karlstraße / Weseler Straße Karte         | |                | 02.05.1996                          | 187             |
| BW                            | ehemalige Reichel-Villa                                                                 | Rheinberg Kiefernstraße 64 Karte                  | |                | 27.09.1994                          | 162             |
| Haus                          | Haus                                                                                    | Orsoy Kiesendahlstraße 7 Karte                    | |                | 25.06.1984                          | 50              |
| Haus                          | Haus                                                                                    | Orsoy Kiesendahlstraße 9 Karte                    | |                | 25.06.1984                          | 51              |
| weitere Bilder                | Katholische Pfarrkirche St. Peter                                                       | Rheinberg Kirchplatz Karte                        | |                | 13.08.1986                          | 79              |
| weitere Bilder                | Haus                                                                                    | Rheinberg Kirchplatz 2 Karte                      | |                | 22.07.1986                          | 77              |
| weitere Bilder                | Altes Pfarrhaus                                                                         | Rheinberg Kirchplatz 8 Karte                      | im Stil des niederländischen Klassizismus erbaut | 1729           | 14.08.1986                          | 78              |
| weitere Bilder                | Mühlenhaus                                                                              | Ossenberg Kirchstraße 58 Karte                    | |                | 07.07.1983                          | 24              |
| weitere Bilder                | Flurkapellchen Ossenberg                                                                | Ossenberg Kirchstraße Karte                       | |                | 12.03.1987                          | 127             |
|                               | Heiligenhäuschen                                                                        | Ossenberg Kirchstraße Karte                       | |                | 12.03.1987                          | 127             |
| weitere Bilder                | Rathaus Orsoy                                                                           | Orsoy Kuhstraße 1 Karte                           | |                | 19.06.1984                          | 38 Wikidata     |
| Haus                          | Haus                                                                                    | Orsoy Kuhstraße 2 Karte                           | |                | 18.09.1984                          | 57              |
| Haus                          | Haus                                                                                    | Orsoy Kuhstraße 4 Karte                           | |                | 18.09.1984                          | 54              |
| Haus                          | Haus                                                                                    | Orsoy Kuhstraße 6, 8 Karte                        | |                | 18.09.1984                          | 55              |
| Haus                          | Haus                                                                                    | Orsoy Kuhstraße 12, 14, 16 Karte                  | |                | 18.09.1984                          | 56              |
| Brunnen und Pumpe             | Brunnen und Pumpe                                                                       | Orsoy Kuhstraße 16                                | |                | 07.06.1988                          | 134             |
| Haus                          | Haus                                                                                    | Orsoy Kuhstraße 20 Karte                          | |                | 28.12.1982                          | 16              |
| Haus                          | Haus                                                                                    | Orsoy Kuhstraße 25 Karte                          | |                | 18.09.1984                          | 60              |
| Stadtbibliothek Rheinberg     | Stadtbibliothek Rheinberg                                                               | Rheinberg Lützenhofstraße 9 Karte                 | |                | 28.02.1984                          | 34              |
| weitere Bilder                | Jüdischer Friedhof                                                                      | Winterswick Moerser Straße Karte                  | |                | 16.01.2008                          | 198             |
| weitere Bilder                | Mühle                                                                                   | Ossenberg Mühlenweg 78 Karte                      | | um 1750        | 09.10.1984                          | 63              |
| weitere Bilder                | Haus                                                                                    | Orsoy Nordwall 2 Karte                            | |                | 27.09.1994                          | 169             |
| BW                            | Pumpstation                                                                             | Orsoy Orsoy-Land Karte                            | |                | 14.06.1994                          | 171             |
| Im Hof zu Arnheim             | Im Hof zu Arnheim                                                                       | Rheinberg Orsoyer Straße 2 Karte                  | |                | 03.01.1983                          | 17              |
| Im Ritter                     | Im Ritter                                                                               | Rheinberg Orsoyer Straße 4 Karte                  | |                | 30.11.1984                          | 8               |
| In den drei Fiesels           | In den drei Fiesels                                                                     | Rheinberg Orsoyer Straße 8 Karte                  | |                | 30.05.1984                          | 4               |
| In den drei Kronen            | In den drei Kronen                                                                      | Rheinberg Orsoyer Straße 9 Karte                  | |                | 14.08.1986                          | 111             |
| Haus                          | Haus                                                                                    | Rheinberg Orsoyer Straße 12 Karte                 | |                | 14.08.1986                          | 114             |
| In der weißen Lilie           | In der weißen Lilie                                                                     | Rheinberg Orsoyer Straße 14 Karte                 | |                | 14.08.1986                          | 108             |
| In der Stadt Köln             | In der Stadt Köln                                                                       | Rheinberg Orsoyer Straße 19 Karte                 | |                | 14.08.1986                          | 146             |
| Haus                          | Haus                                                                                    | Rheinberg Orsoyer Straße 24 Karte                 | |                | 14.08.1986                          | 107             |
| Haus                          | Haus                                                                                    | Rheinberg Orsoyer Straße 26 Karte                 | |                | 02.12.1991                          | 157             |
| Im roten Hirsch               | Im roten Hirsch                                                                         | Rheinberg Orsoyer Straße 37 Karte                 | |                | 14.08.1986                          | 84              |
| In der Stadt Amsterdam        | In der Stadt Amsterdam                                                                  | Rheinberg Orsoyer Straße 38 Karte                 | |                | 08.08.1991                          | 155             |
| In der Hölle                  | In der Hölle                                                                            | Rheinberg Orsoyer Straße 40 Karte                 | |                | 14.08.1986                          | 118             |
| Pumpe                         | Pumpe                                                                                   | Rheinberg Orsoyer Straße 40 Karte                 | Pumpe der Pumpennachbarschaft Orsoyer Tor |                | 14.08.1986                          | 106             |
| weitere Bilder                | Haus Cassel                                                                             | Rheinberg Orsoyer Straße 83 Karte                 | Burganlage aus dem 12./13. Jahrhundert, das Haus Cassel wurde im Stil des Klassizismus um 1800 errichtet | um 1800        | 15.11.1982 (Stadt), 14.10.1983 (BZ) | 13              |
| weitere Bilder                | Jüdischer Friedhof                                                                      | Orsoy Plankweg Karte                              | |                | 16.01.2008                          | 199             |
| Mühle                         | Mühle                                                                                   | Wallach Rheinackerstraße 1 Karte                  | |                | 21.05.1984                          | 6               |
| Haus                          | Haus                                                                                    | Budberg Rheinkamper Straße 7 Karte                | |                | 27.09.1994                          | 170             |
| Haus                          | Haus                                                                                    | Budberg Rheinkamper Straße 13 Karte               | |                | 25.01.1995                          | 172             |
| weitere Bilder                | Haus                                                                                    | Budberg Rheinkamper Straße 15 Karte               | Empfangsgebäude des ehemaligen Budberger Bahnhofes, heute genutzt als Weinlokal und Gästehaus | 1910           | 27.09.1994                          | 163             |
| Steigerturm                   | Steigerturm                                                                             | Rheinberg Rheinstraße Karte                       | |                | 30.10.1990                          | 151             |
| Haus                          | Haus                                                                                    | Rheinberg Rheinstraße 1 Karte                     | Im Kurfürsten von Köln |                | 14.08.1986                          | 116             |
| Haus                          | Haus                                                                                    | Rheinberg Rheinstraße 9 Karte                     | Im goldenen Apfel |                | 16.03.1987                          | 119             |
| Haus                          | Haus                                                                                    | Rheinberg Rheinstraße 10 Karte                    | |                | 22.05.1991                          | 153             |
| Im Samson                     | Im Samson                                                                               | Rheinberg Rheinstraße 16 Karte                    | |                | 14.08.1986                          | 102             |
| Im Anker                      | Im Anker                                                                                | Rheinberg Rheinstraße 18 Karte                    | |                | 22.05.1991                          | 154             |
| Haus                          | Haus                                                                                    | Rheinberg Rheinstraße 21 Karte                    | |                | 11.03.1987                          | 124             |
| Im Löwen                      | Im Löwen                                                                                | Rheinberg Rheinstraße 25 Karte                    | |                | 21.01.1991                          | 148             |
| In der Blauen Schere          | In der Blauen Schere                                                                    | Rheinberg Rheinstraße 30 Karte                    | |                | 14.08.1986                          | 88              |
| Haus                          | Haus                                                                                    | Rheinberg Rheinstraße 32 Karte                    | |                | 14.08.1986                          | 105             |
| Haus                          | Haus                                                                                    | Rheinberg Rheinstraße 35 Karte                    | |                | 11.03.1987                          | 125             |
| Im Grünen Schild              | Im Grünen Schild                                                                        | Rheinberg Rheinstraße 36 Karte                    | |                | 14.08.1986                          | 101             |
| Haus                          | Haus                                                                                    | Rheinberg Rheinstraße 37 Karte                    | |                | 14.08.1986                          | 86              |
| Haus                          | Haus                                                                                    | Rheinberg Rheinstraße 38 Karte                    | |                | 23.11.1983                          | 30              |
| Im Römer                      | Im Römer                                                                                | Rheinberg Rheinstraße 41 Karte                    | |                | 14.08.1986                          | 103             |
| weitere Bilder                | Evangelische Kirche Rheinberg                                                           | Rheinberg Rheinstraße 44 Karte                    | | 1464           | 13.08.1986                          | 81              |
| Evangelisches Gemeindeamt     | Evangelisches Gemeindeamt                                                               | Rheinberg Rheinstraße 44 Karte                    | |                | 14.08.1986                          | 82              |
| Haus                          | Haus                                                                                    | Rheinberg Rheinstraße 51 Karte                    | |                | 14.08.1986                          | 104             |
| Haus                          | Haus                                                                                    | Rheinberg Rheinstraße 54 Karte                    | |                | 14.08.1986                          | 85              |
| Im Grünen Wald                | Im Grünen Wald                                                                          | Rheinberg Rheinstraße 59 Karte                    | |                | 14.08.1986                          | 87              |
| weitere Bilder                | Bahnhofsempfangsgebäude                                                                 | Millingen Robert-Koch-Straße 5 Karte              | |                | 02.04.1988                          | 131             |
| BW                            | Hofanlage                                                                               | Rheinberg Römerstraße 261 Karte                   | |                | 27.09.1995                          | 179             |
|                               |                                                                                         | Rheinberg Römerstraße Karte                       | |                | 07.07.1983                          | 25              |
| Friedhofskapelle St. Anna     | Friedhofskapelle St. Anna                                                               | Rheinberg Römerstraße Karte                       | | ~1555 / 1773   | 15.03.1983                          | 19              |
|                               | Friedhof Annaberg: Grabstelle van Gember                                                | Rheinberg Römerstraße                             | Kaufmann, Erfinder des „Boonekamp of Maag-Bitter“, Dachziegel und Baustoffproduzent |                | 11.07.1996                          | 191             |
| weitere Bilder                | Friedhof Annaberg: Grabstelle Underberg-Albrecht                                        | Rheinberg Römerstraße Karte                       | Kräuterbitterproduzent |                | 11.07.1996                          | 190             |
|                               | Friedhof Annaberg: Grabstelle Brautlacht                                                | Rheinberg Römerstraße                             | Bekanntester Vertreter der Familie ist der Jurist und Autor Erich Brautlacht. |                | 24.01.1996                          | 180             |
|                               | Friedhof Annaberg: Grabstelle Tüshaus                                                   | Rheinberg Römerstraße                             | Verarmter Adel aus Dorsten, eingeheiratet bei Underberg |                | 24.01.1996                          | 181             |
|                               | Friedhof Annaberg: Grabstelle Beltermann                                                | Rheinberg Römerstraße                             | |                | 24.01.1996                          | 182             |
|                               | Friedhof Annaberg: Grabstelle van Elsbergen                                             | Rheinberg Römerstraße                             | Stifterfamilie Hausarmenstiftung, |                | 24.01.1996                          | 183             |
| weitere Bilder                | Friedhof Annaberg: Historischer Teil                                                    | Rheinberg Römerstraße Karte                       | [ 5 ] |                | 18.11.2009                          | 200             |
| Alte Stadtmauer Orsoy         | Alte Stadtmauer Orsoy                                                                   | Orsoy Rosenstraße u. a. Karte                     | |                | 18.09.1984                          | 59              |
| weitere Bilder                | Schloss Ossenberg                                                                       | Ossenberg Schloßstraße 81 Karte                   | |                | 16.05.1984                          | 5               |
| weitere Bilder                | Schlosskapelle                                                                          | Ossenberg Schloßstraße 90 Karte                   | |                | 07.07.1983                          | 22              |
| ehemalige Synagoge            | ehemalige Synagoge                                                                      | Orsoy Seilerbahn 17 Karte                         | |                | 14.02.1989                          | 143             |
| Haus                          | Haus                                                                                    | Orsoy Seilerbahn 44 Karte                         | |                | 27.09.1994                          | 164             |
| weitere Bilder                | Katholische Pfarrkirche St. Nikolaus                                                    | Orsoy St.-Nikolaus-Straße 19 Karte                | |                | 25.06.1984                          | 37              |
| ehemalige Tabakfabrik         | ehemalige Tabakfabrik                                                                   | Orsoy Südwall 25 Karte                            | |                | 27.02.1985                          | 66              |
|                               | Friedhof Orsoy: Grabstelle Lüps                                                         | Orsoy Südwall                                     | |                | 28.03.2003                          | 197             |
| weitere Bilder                | Mühlenturm / Pulverturm                                                                 | Orsoy Turmstraße Karte                            | | 1550           | 19.06.1984                          | 40 Wikidata     |
| weitere Bilder                | ehemaliger Kräuterturm                                                                  | Rheinberg Underbergstraße / Kamper Straße Karte   | Der ehemalige Kräuterturm, genannt Underbergturm bzw. Underberg-Turm, der Fa. Underberg aus den 1950er Jahren ist heute ein Industriedenkmal. Er ist 56 Meter hoch und wird seit vielen Jahren restauriert und zum Hotel umgebaut. | 1950er Jahre   | 07.04.1999                          | 195             |
| weitere Bilder                | Stammhaus und ehemalige Fabrikationsgebäude der Firma Underberg                         | Rheinberg Underbergstraße 1, 3 Karte              | |                | 28.06.1985                          | 73              |
| weitere Bilder                | Spanischer Vallan                                                                       | Rheinberg Vallanstraße 22 Karte                   | sechseckiger, neun Meter hoher Turm im Stadtpark | um 1716.       | 15.03.1983                          | 18              |
| weitere Bilder                | Friedhof Budberg: Gefallenendenkmal                                                     | Budberg Von-Büllingen-Straße Karte                | Gefallenendenkmal von Arno Breker auf dem evangelischen Friedhof Budberg | 1926–1927      | 24.09.1996                          | 193             |
| Alte Schule Wallach           | Alte Schule Wallach                                                                     | Wallach Wallacher Straße 81 Karte                 | ehemalige Dorfschule Wallach, heute Nutzung als Gemeinschaftshaus |                | 13.11.2001                          | 196             |
| BW                            | Evangelische Kirche Wallach                                                             | Wallach Wallacher Straße Karte                    | |                | 15.11.1982                          | 14              |
| BW                            | Bringshof                                                                               | Wallach Wilhelmstraße 45 Karte                    | |                | 25.01.1995                          | 173             |
| BW                            | Werkssiedlung der Fa. Deutsche Solvay Werke                                             | Ossenberg Winkelstraße 1–28 Karte                 | |                | 02.05.1996                          | 184             |
| BW                            | Schopdickshof                                                                           | Winterswick Winterswicker Feld 5 Karte            | |                | 06.09.2011                          | 202             |
| weitere Bilder                | Haus Wolfskuhlen                                                                        | Budberg Wolfskuhlenallee 78 Karte                 | als Ruine erhaltenes Schloss |                | 28.03.1985                          | 70              |
| Haus                          | Haus                                                                                    | Rheinberg Xantener Straße 24 Karte                | |                | 25.01.1995                          | 174             |
| Haus                          | Haus                                                                                    | Rheinberg Xantener Straße 26 Karte                | |                | 27.09.1994                          | 165             |
| Haus                          | Haus                                                                                    | Rheinberg Xantener Straße 27 Karte                | |                | 27.09.1994                          | 166             |
| Haus                          | Haus                                                                                    | Rheinberg Xantener Straße 29 Karte                | |                | 27.09.1994                          | 167             |
| Haus                          | Haus                                                                                    | Rheinberg Xantener Straße 31 Karte                | |                | 27.09.1994                          | 168             |
| Haus                          | Haus                                                                                    | Rheinberg Xantener Straße 48 Karte                | |                | 25.01.1995                          | 175             |

## Liste der Denkmalbereiche
| Bild                | Bezeichnung                                    | Lage                            | Beschreibung | Bauzeit | Eingetragen seit | Denkmal- nummer |
| ------------------- | ---------------------------------------------- | ------------------------------- | --- | ------- | ---------------- | --------------- |
| weitere Bilder      | Stadtkern Orsoy mit umgebenden Festungsanlagen | Orsoy diverse Straßen Karte     | |         | 23.06.1983       | 1               |
| Stadtkern Rheinberg | Stadtkern Rheinberg                            | Rheinberg diverse Straßen Karte | |         | 22.09.1988       | 2               |
| weitere Bilder      | Stadtpark Rheinberg                            | Rheinberg Bahnhofstraße 2 Karte | Der Stadtpark, der unter anderem durch das Ufer des Moersbaches, im Süden durch einen Bahndamms und im Norden durch die Bahnhofstraße eingegrenzt wird, zeichnet sich besonders durch seine Mittelallee, das Kriegerdenkmal, das Hegerbecken und seinen Skulpturenschmuck aus. Des Weiteren finden sich hier die Baudenkmäler Underberg-Bad, das in seiner Gesamtanlage mit Gebäuden, Schwimmbecken und Wiesen geschützt ist, und Spanischer Vallan. |         | 23.01.1997       | 3               |